# 茲德里夫利亞河
茲德里夫利亞河（烏克蘭語：Здривля），是烏克蘭北部的河流，屬於伊爾沙河的右支流。該河發源自塔拉西夫卡，流經日托米爾州的科羅斯堅區，河道全長21公里。